# Monumento al Lobo Marino
El Monumento al Lobo Marino es una estatua ubicada en Mar del Plata, Argentina. La escultura consta de dos figuras realizadas en piedra, ideadas por el artista argentino José Fioravanti y esculpidas por el esloveno Janez Anton Gruden. Las esculturas se encuentran emplazadas en la Plazoleta de la Armada Argentina sobre el Bv. Marítimo P.P. Ramos. Es considerada como el mayor símbolo de Mar del Plata.

## Generalidades
Estas esculturas representan principalmente la presencia de estos mamíferos en las playas céntricas de la ciudad de Mar del Plata, ya que el asiento de la actual ciudad de Buenos Aires, hasta la segunda mitad del siglo XIX era una gran lobería (sitio de descanso, cría y apareamiento de gran cantidad de lobos marinos) por eso las costas de Mar del Plata fueron conocidas como "la Lobería Grande" antes que la localidad y luego ciudad recibiera el nombre de Mar del Plata.
La escultura realizada por Fioravanti en la década de 1940, se convirtió desde su inauguración en el icono fotográfico predilecto de los turistas. Posar frente a estas enormes esculturas era el testimonio de un veraneo en la Ciudad Feliz como se bautizó a Mar del Plata.
Se menciona al escultor esloveno Janez Anton Gruden como el verdadero autor material de esta obra firmada por Fioravanti.

## Vandalismo
En enero de 2019, uno de los lobos marinos fue vandalizado por manos anónimas. La palabra "Cacho" y lo que pareciera ser la palabra "Fortaleza" en medio de tachones con aerosol, apareció en el medio de la escultura. La rambla es responsabilidad del Gobierno de la Provincia de Buenos Aires, mientras que el resto de ciudad le compete al Municipio de General Pueyrredón, que desde hace cuatro años recupera su patrimonio a partir del trabajo de la Dirección de Restauración de Monumentos Históricos gracias a su directora Constanza Addiechi. La restauradora comentó que "los pigmentos habían penetrado fuertemente en la estructura del material".
La directora del área fue quien a mediados de año se ocupó de restaurar el monumento. Posteriormente, en julio de 2019 volvieron a vandalizar el monumento con expresiones fuertes vinculadas al pedido de una ley en favor del aborto, entre otros garabatos con pintura y sin mensaje claro. Nuevamente las tareas estuvieron a cargo de la directora de Restauración de Monumentos Escultóricos Constanza Addiechi, que aplicó tratamientos adecuados para que estos hechos de vandalismo, no dejen evidencias sobre estos verdaderos símbolos de la ciudad.